# Dadah R'Abel
 (juillet 2023).
 (juillet 2023).
La mise en forme du texte ne suit pas les recommandations de Wikipédia : il faut le « wikifier ».
Les points d'amélioration suivants sont les cas les plus fréquents :
- Les titres sont pré-formatés par le logiciel. Ils ne sont ni en capitales, ni en gras.
- Le texte ne doit pas être écrit en capitales (les noms de famille non plus), ni en gras, ni en italique, ni en « petit »…
- Le gras n'est utilisé que pour surligner le titre de l'article dans l'introduction, une seule fois.
- L'italique est rarement utilisé : mots en langue étrangère, titres d'œuvres, noms de bateaux, etc.
- Les citations ne sont pas en italique mais en corps de texte normal. Elles sont entourées par des guillemets français : « et ».
- Les listes à puces sont à éviter, des paragraphes rédigés étant largement préférés. Les tableaux sont à réserver à la présentation de données structurées (résultats, etc.).
- Les appels de note de bas de page (petits chiffres en exposant, introduits par l'outil «  Source ») sont à placer entre la fin de phrase et le point final[comme ça].
- Les liens internes (vers d'autres articles de Wikipédia) sont à choisir avec parcimonie. Créez des liens vers des articles approfondissant le sujet. Les termes génériques sans rapport avec le sujet sont à éviter, ainsi que les répétitions de liens vers un même terme.
- Les liens externes sont à placer uniquement dans une section « Liens externes », à la fin de l'article. Ces liens sont à choisir avec parcimonie suivant les règles définies. Si un lien sert de source à l'article, son insertion dans le texte est à faire par les notes de bas de page.
- La présentation des références doit suivre les conventions bibliographiques. Il est recommandé d'utiliser les modèles {{Ouvrage}}, {{Chapitre}}, {{Article}}, {{Lien web}} et/ou {{Bibliographie}}. Le mode d'édition visuel peut mettre en forme automatiquement les références.
- Insérer une infobox (cadre d'informations à droite) n'est pas obligatoire pour parachever la mise en page.

Pour une aide détaillée, merci de consulter Aide:Wikification.
Si vous pensez que ces points ont été résolus, vous pouvez retirer ce bandeau et améliorer la mise en forme d'un autre article.
 (octobre 2023).
Dadah R'Abel, stylisé simplement Dadah Rabel, de son vrai nom Rakotobe Andrianabela, né le 21 juin 1954 à Antsirabe, Madagascar et mort le 3 novembre 2019 à Antsirabe, Madagascar, est un chanteur, auteur-compositeur et médecin malgache, membre fondateur du groupe légendaire Mahaleo. Dadah R'Abel est également connu pour ses textes d'amour et ses chansons engagées qui ont donné de l'espoir à deux générations.

## Carrière musicale
Dadah R'Abel a commencé sa carrière musicale au sein du groupe Mahaleo, formé en 1972 lors d'un mouvement populaire. Le groupe est composé de sept musiciens : Dama (Zafimahaleo Rasolofondraosolo), Dadah (Rakotobe Andrianabela), Bekoto (Honoré Rabekoto), Fafah (Famantanantsoa Rajaonarison), Nono (Rakotobe Andrianabelina), Charle (Charles Bert Andrianaivo) et Raoul (Razafindranoa Raosolosolofo) . Mahaleo est un groupe de musique d'origine malgache qui a marqué l'histoire musicale du pays.
Parmi les chansons les plus connues de Dadah R'Abel, on peut citer "Gema", "Ianao Zanako" et "Zanako vavy". Il a également collaboré avec d'autres artistes, comme Inah, sur des chansons telles que "Tsara tsodrano" et "Andriamanitra Avo".

## Carrière médicale
En plus de sa carrière musicale, Dadah R'Abel était chirurgien et a travaillé à l'hôpital universitaire d'Antananarivo. Il a également exercé à l'hôpital d'Antsirabe. Dadah R'Abel était engagé dans la lutte contre la corruption dans le milieu hospitalier.

## Décès et héritage
Dadah R'Abel est décède le 3 novembre 2019, soit deux semaines après son fidèle ami Fafah, des suites d'une crise cardiaque à l'âge de 65 ans. Sa disparition a laissé un grand vide dans le monde musical malgache. Un hommage national lui a été rendu au Palais des Sports Mahamasina. Dadah R'Abel a laissé derrière lui un héritage musical important, et de nombreux artistes et personnages publics citent Dadah comme une influence majeure.
Bien avant sa mort, il composa Ianareo Zanako, l'une de ses dernières chansons dans laquelle il s'adresse à ses enfants en tant que père, leur exprimant son amour.

## Discographie

### Albums studio
- 2011 : Ampahatsorana (vol.1 et 2)
- 2021 : Etsy hotadidina

## Filmographie
- 2005 : Mahaleo